# جوی-سلید میکلز
جوی-سلید میکلز (انگلیسی: Joy-Slayd Mickels؛ زادهٔ ۲۹ مارس ۱۹۹۴) بازیکن فوتبال اهل آلمان است.